# Pyhrn-Eisenwurzen
Pyhrn-Eisenwurzen er en region i den sydøstlige del af den østrigske delstat Oberösterreich. Den er opkaldt efter Pyhrnpasset ved den sydlige grænse til delstaten Steiermark og efter landskabet Eisenwurzen, der siden det 19. århundrede har været domineret af jernindustrien.
Følgende bjerge ligger i Pyhrn-Eisenwurzen:
Reichraminger Hintergebirge, Sengsengebirge, Totes Gebirge, Warscheneckgruppe som hører til hhv. de Nordlige Kalkalper og Oberösterreichische Voralpen.
Floderne Enns, Krems og Steyr flyder gennem regionen. Endvidere ligger byerne Kirchdorf an der Krems, Molln, Steyr, Weyer, Windischgarsten
Hinterstoder, Vorderstoder, Roßleithen, Spital am Pyhrn, Kremsmünster og Schlierbach i Pyhrn-Eisenwurzen.